# 姆布魯庫亞國家公園
姆布魯庫亞國家公園（西班牙語：Parque nacional Mburucuyá）是阿根廷科連特斯省的國家公園，位於該國東北部，距離科連特斯約150公里，面積176平方公里，成立於2001年6月27日。